# Can Bofí Vell
Can Bofí Vell és una masia i monument històric protegit com a Bé Cultural d'Interès Nacional del barri de Montigalà de Badalona (Barcelonès), situat molt a prop dels límits amb Sant Crist i Nova Lloreda.

## Descripció
Segons la descripció feta per l'equip de treball de l'Ajuntament el 1980, Can Bofí Vell va ser una de les múltiples masies badalonines, de la mateixa manera que Can Canyadó, que va bastir una torre de defensa. Aquest és el seu element més destacat, té tres pisos, i al pis superior exterior hi ha gàrgoles de canó als angles. L'edifici en si tenia com a elements característics la porta dovellada, les finestres emmarcades en pedra amb espitlleres. Destacava també un rellotge de sol.
Lladó i Padrós ja esmentaven la falta de coberta i, en general, el mal estat de l'edifici des de feia anys. Aquesta situació seguí i, principalment, l'edifici principal de la masia es convertí en un munt runes i es va perdre tota l'estructura, a excepció d'alguns elements. Amb el projecte de restauració i rehabilitació, a banda dels elements restants, bàsicament la torre i els seus adjacents, la masia ha estat refeta totalment, amb l'aparença que havia tingut antigament.

## Història
La masia data dels segles XV-xvi, era la casa pairal de la família Busquets. Durant els segles xvi-xvii, i també en menor mesura al segle xviii Badalona és víctima de la pirateria, i les masies es fortifiquen, com el cas de Can Bofí Vell. Tanmateix, el sistema de masoveria s'imposà i els propietaris de la finca viuran normalment a Barcelona i, per tant, durant molts anys la masia estigué activa gràcies als masovers que se n'ocupaven. Aquesta situació durà fins als anys setanta del segle xx, en què deixaren d'habitar-hi a causa de l'afectació del Pla Parcial de Montigalà-Batllòria. El Pla no es realitzà del tot en aquella època i la masia quedà envoltada pels dos vials de la travessera de Montigalà, deixant-la aïllada i, sobretot, abandonada sense habitants, provocant una total deixadesa, que es veié agreujada pels actes de vandalisme i robatoris que la deixaren totalment en ruïnes, i sobrevisqueren només dos murs i la torre de defensa.
Tanmateix, durant més de vint anys va restar en aquesta situació, i l'Ajuntament de Badalona va fer cas omís davant de les protestes de la ciutadania per la total despreocupació del patrimoni històric. Aquesta situació es va mantenir fins al 2001, quan es va anunciar el projecte de restauració i rehabilitació de la masia a través del projecte de l'Insititut Municipal de Promoció de l'Ocupació en l'Escola Taller Torre de Defensa de Can Bofí Vell, per formar a joves. L'any 2011 es va proposar que la masia fos un viver d'empreses, però el projecte no va fructificar i el 2015, l'ajuntament l'ha cedit a la Fundació Privada Llegat Roca i Pi, per a dos projectes adreçats a persones en situació de vulnerabilitat o risc d'exclusió social.

## Llegenda
Segons la llegenda, quan Cristòfor Colom, a la seva tornada de la descoberta d'Amèrica, anava en camí de ser rebut pels Reis Catòlics a Sant Jeroni de la Murtra, es diu que es va aturar a Can Bofí Vell a descansar-hi.

## Galeria de fotos

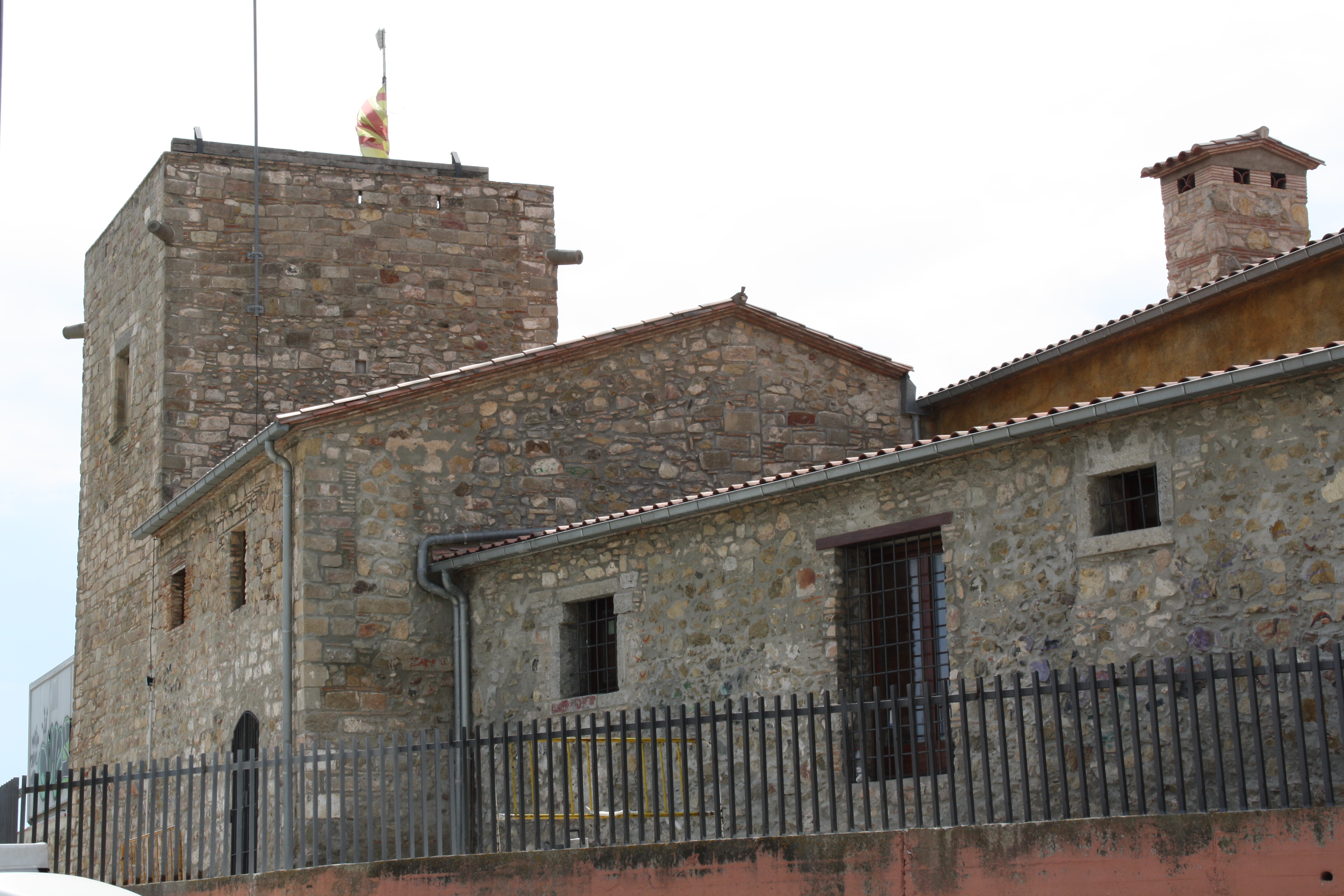
Vista lateral de la torre i l'edifici adjacent.
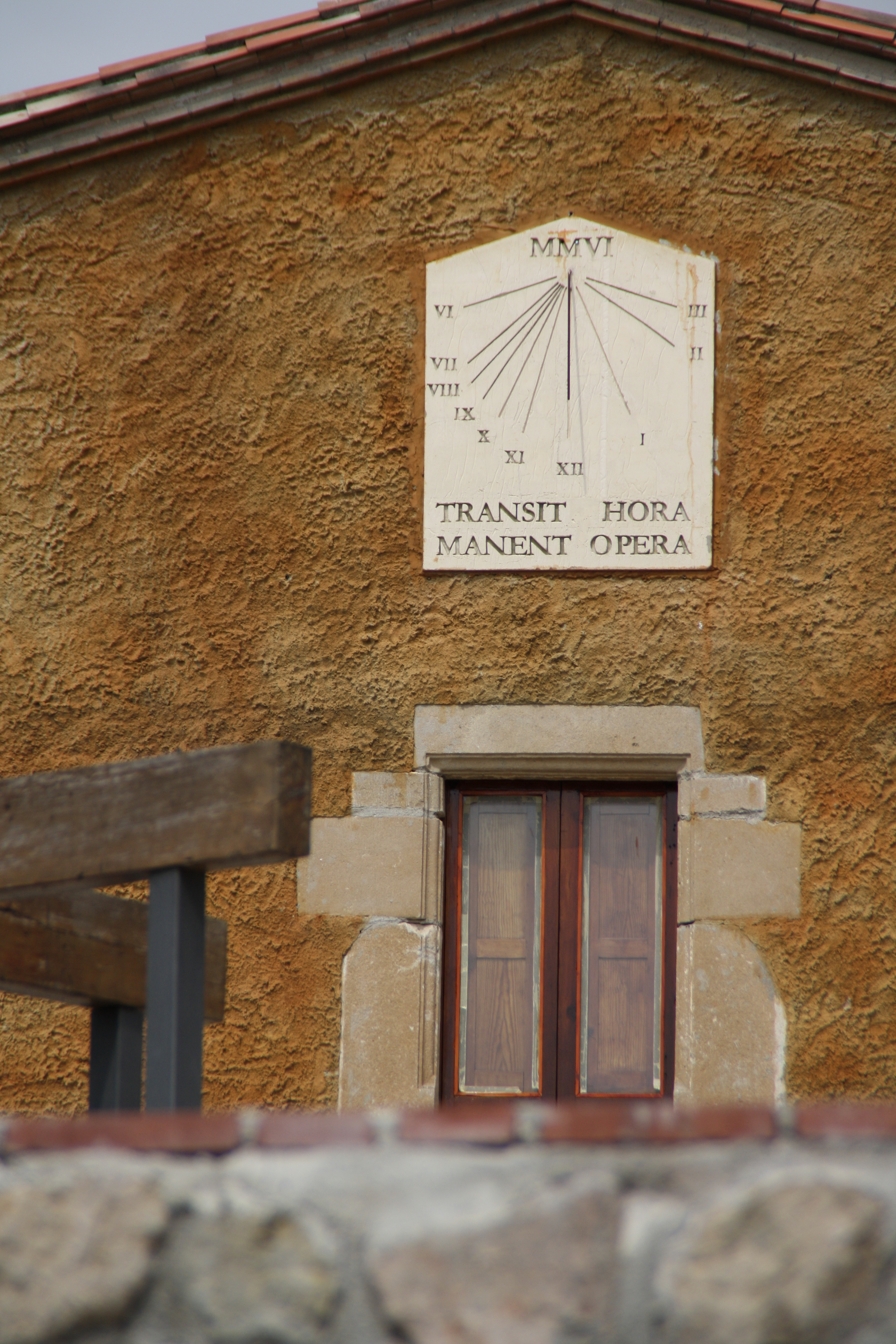
Detall de la façana amb el rellotge de sol.